# ایستگاه متروی بارنت اوک
ایستگاه متروی بارنت اوک (انگلیسی: Burnt Oak tube station) یکی از ایستگاه‌های خط شمالی متروی لندن است.
این ایستگاه که در منطقه بارنت لندن قرار دارد در سال ۱۹۲۴ میلادی تأسیس شده است.

## نگارخانه

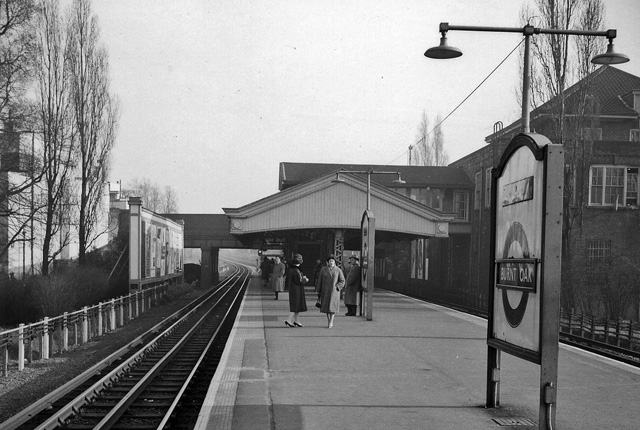
View SE, towards Golders Green and central London in 1961
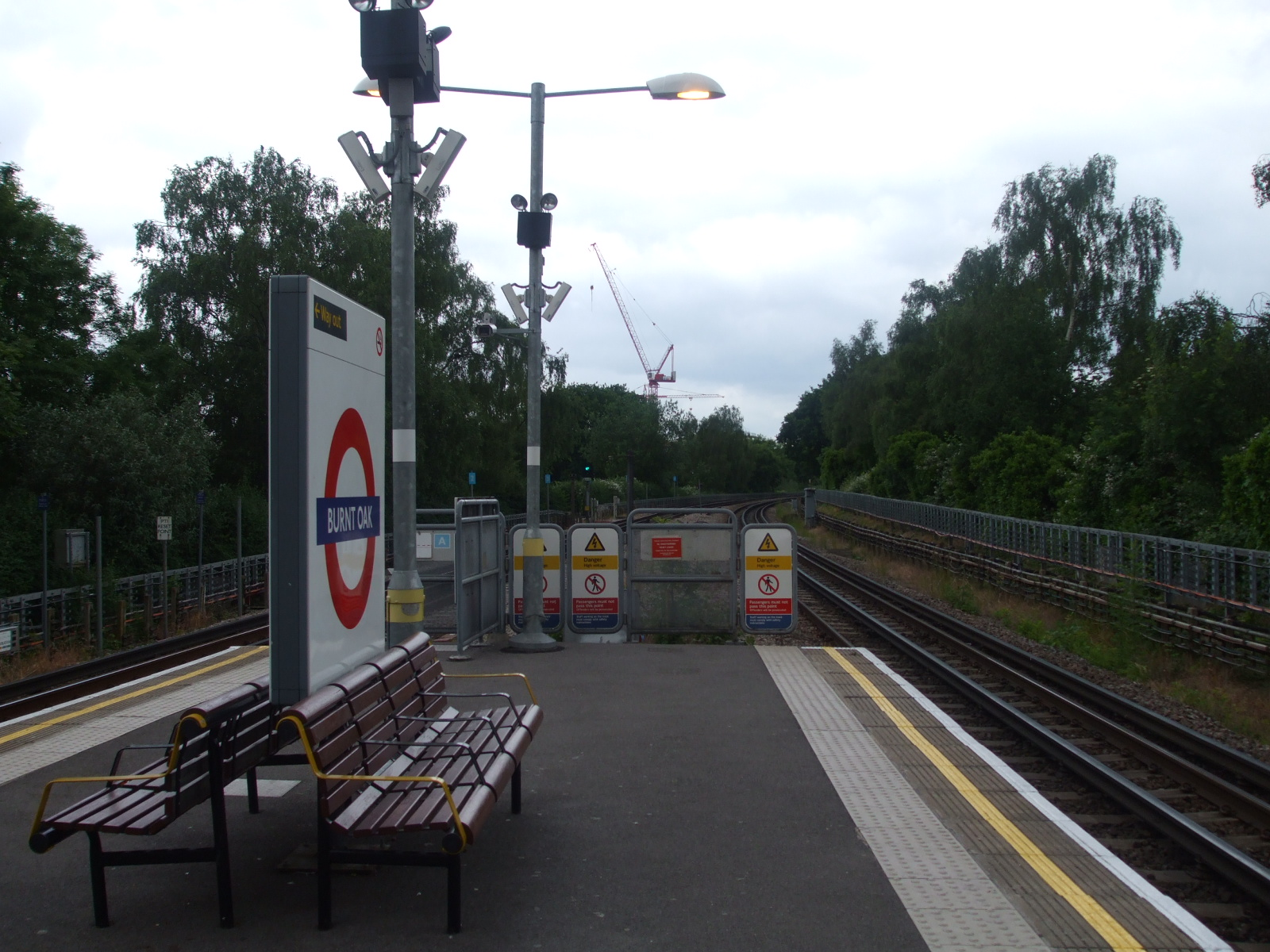
Island platform looking north
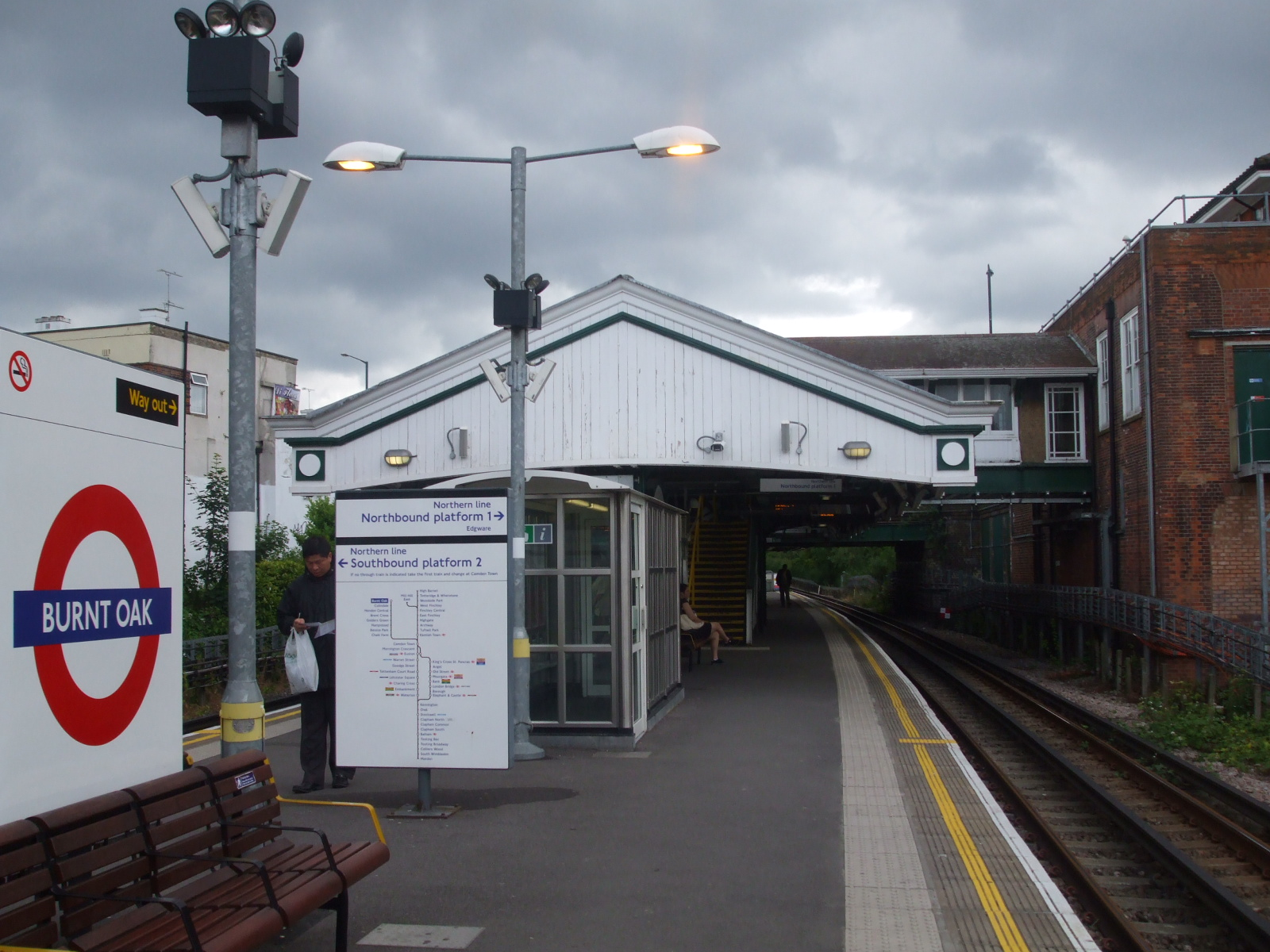
Island platform looking south
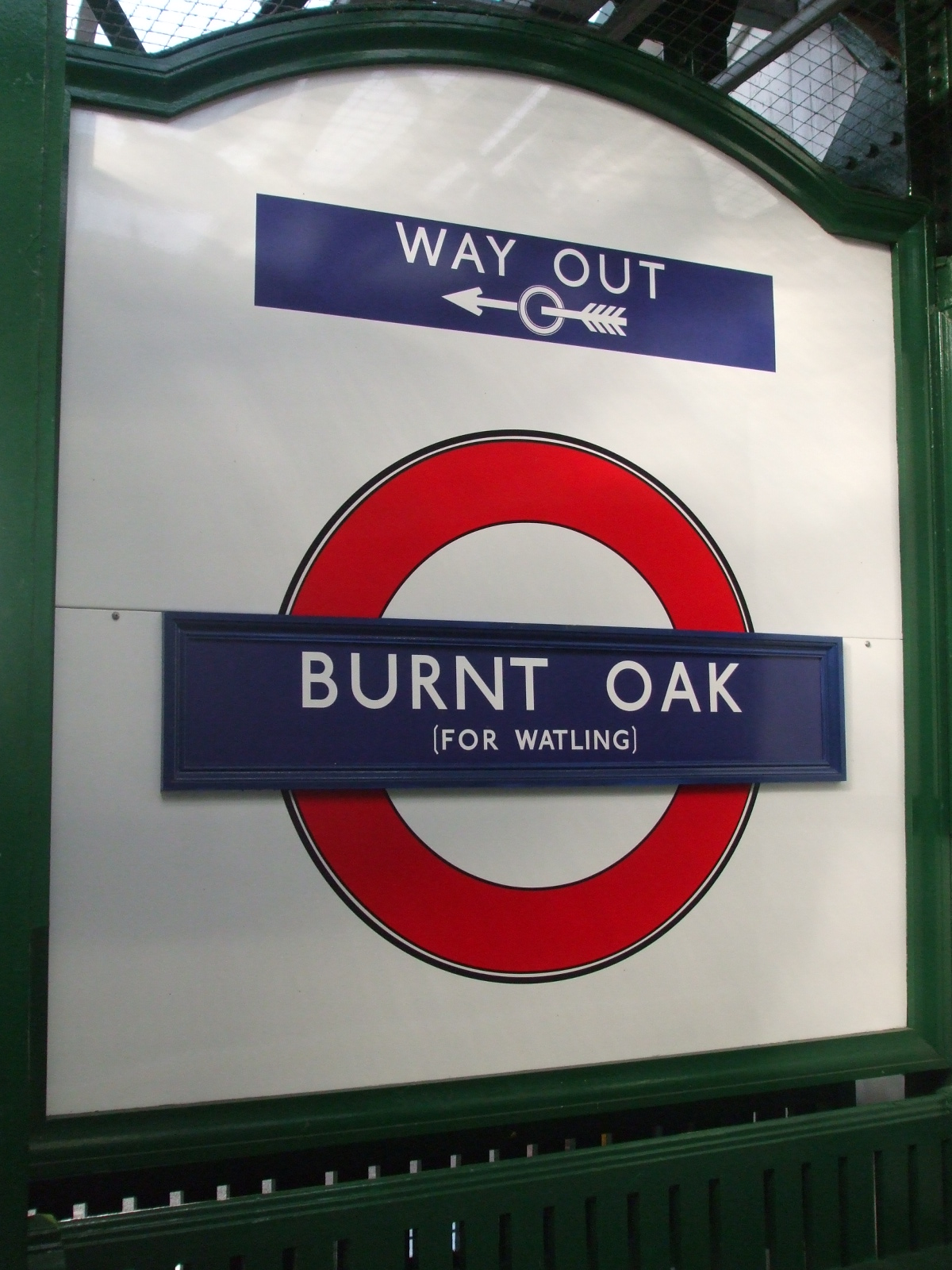
One of the larger roundels displaying the former suffix "for Watling"